# Betty Bernstein
Betty Bernstein ist das Maskottchen der museumspädagogischen Programme des Vereins Österreichische Bernsteinstraße. Die Figur wurde 2002 als Marke für Kinderprogramm in Museen entwickelt.
An mehreren Standorten in Niederösterreich (östliches Weinviertel und Region Auland-Carnuntum) wird zwischen Ostern und Allerheiligen Programm für Kinder geboten.
Betty Bernstein tritt in unterschiedlicher Verkleidung auf, für jedes Programm in einem thematisch passenden Kostüm.
Die erste Betty Bernstein-Figur wurde vom Zeichner Panagiotis Nigritinos entworfen. Zum 10-jährigen Bestehen der Marke und des gleichnamigen Vermittlungsprogramms wurde die Figur neu designt. Die Marke ist in 30 Standorten in Niederösterreich vertreten. Seit dem Sommer 2016 ist ein Betty Bernstein Musical in Österreich auf Tournee.